# نفت خام سبک
نفت خام سبک نفت مایعی است که چگالی پایینی دارد و در دمای اتاق (شرایط استاندارد دما و فشار) به راحتی جاری می‌شود. نفت سبک دارای ویسکوزیته پایین، وزن مخصوص کم و درجه‌ ای‌پی‌آی بالاست که در اثر نسبت بالای شکست‌های هیدروکربن ایجاد می‌شود و غالباً دارای مقدار کمی موم می‌باشد.